# Fischereihafen-Rennen

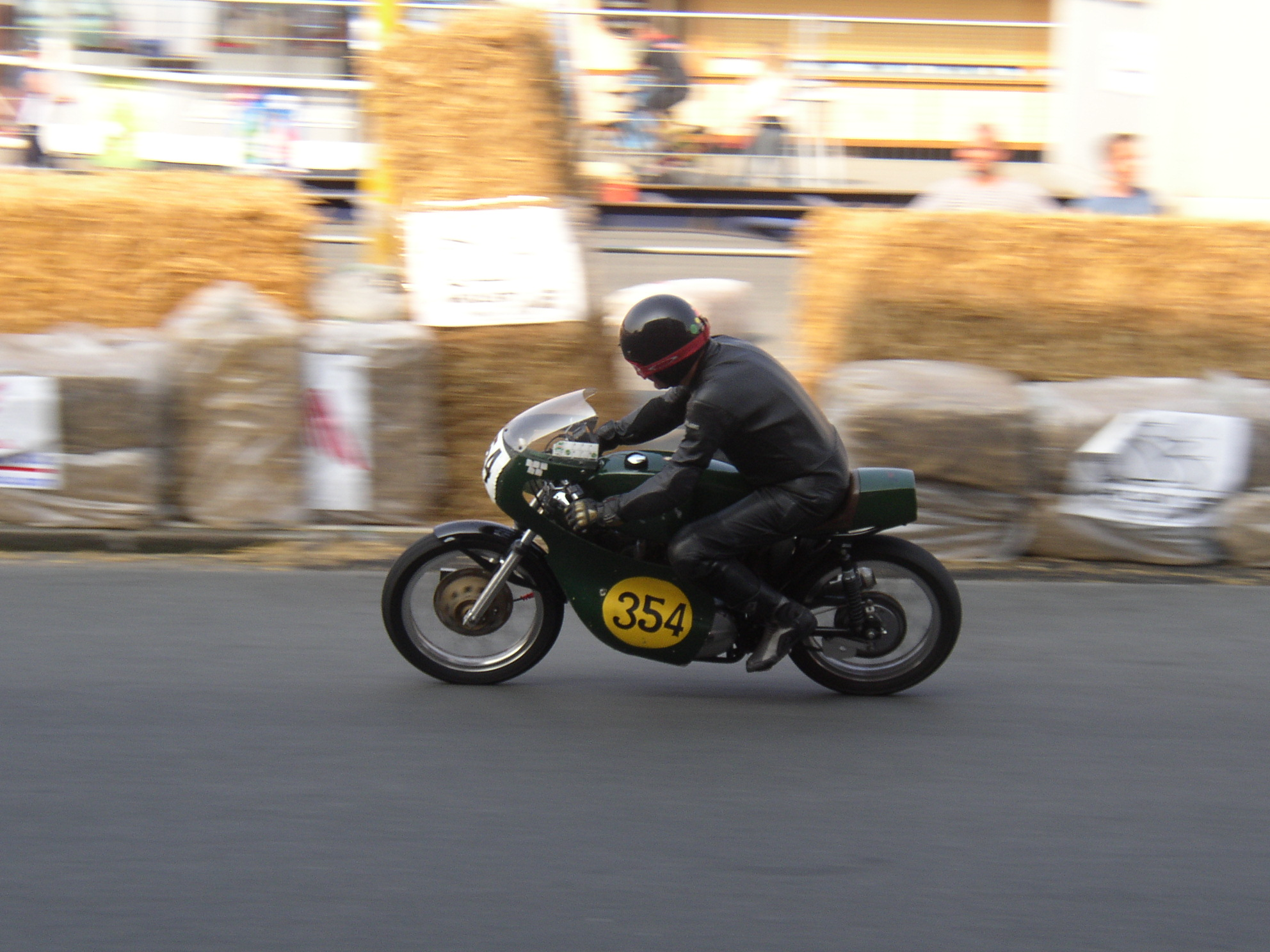
Motorradrennfahrer auf der Rennstrecke beim Fischereihafen-Rennen 2003

Das Fischereihafen-Rennen war ein Stadtring-Motorradrennen im Hafengelände des Bremerhavener Fischereihafens, das zuletzt 2017 ausgetragen wurde. Es war nach dem Großen Preis von Deutschland für Motorräder auf dem Sachsenring die zweitgrößte Motorrad-Rennsportveranstaltung in Deutschland.

## Geschichte
Das Rennen, zu dem auch klassische Motorräder und Gespanne antraten, wurde seit 1952 durchgeführt, seit 2000 regelmäßig zu Pfingsten. Der Parcours hatte eine Streckenlänge von 2670 Metern. Der Streckenverlauf wurde aufgrund größerer Umbauten im Hafenbetrieb mehrmals geändert und führte durch die Straßen Am Lunedeich, Am Fischbahnhof, Kaper- und Hoebelstraße. Seit 2011 wurde eine im Vergleich zu den Vorjahren um etwa 650 Meter erweiterte neue Teilstrecke entlang der Dorschstraße befahren.
Spitznamen des Fischereihafen-Rennens wie „Heringstopf-Glitsche“, „Fischkoppraserei“ und „Fischkistenrennen“ erklären eine Besonderheit des Rennens. Fischkisten und Strohballen wurden in den 1950er- bis 1970er-Jahren anstelle eines für Rennveranstaltungen dieser Art üblichen Kiesbettes für Ausrutscher verwendet. Zuletzt dienten überwiegend Strohballen zur Sicherung des Renngeländes. Dank ausreichender Sicherung war die Strecke nach den jährlichen Sicherheitsprüfungen als Stadtparcours anerkannt.
Veranstaltet wurde das Bremerhavener Fischereihafenrennen vom Motorradclub MSG Weserland, die Organisation übernahm seit 2000 Hinrich („Hinni“) Hinck aus Bremervörde mit der German-Road-Racing GmbH.
Das Fischereihafenrennen 2018 wurde aufgrund eines Konfliktes mit dem DMSB abgesagt. Auch 2019 fand das Rennen nicht statt, da die Auflagen zum Erhalt der Streckenlizenz bis Pfingsten nicht mehr erfüllt werden konnten. In den Jahren 2020 und 2021 wurde das Rennen aufgrund der COVID-19-Pandemie nicht ausgetragen. Auch 2022 fand kein Rennen statt. Es ist fraglich, ob das Fischereihafen-Rennen weiter stattfinden kann.

## Fahrzeug-Klassen
Motorradfahrer in elf Fahrzeugklassen traten beim Fischereihafen-Rennen gegeneinander an. Das Starterfeld reichte vom 1300er-Superbike bis zu seltenen Klassikern aus den 50-, 60er- und sogar 30er-Jahren und umfasste auch Gespanne.
- Klasse 1: Fishtown Superbike Open
- Klasse 2: Fishtown Twins & Triples
- Klasse 3: Fishtown Sidecars Classic
- Klasse 4: Sound of Classics Junior
- Klasse 5: Sound of Classics Senior
- Klasse 6: Superbike Legends: The 80s
- Klasse 7: Formel 2
- Klasse 8: Superbike Legends: Big Classics
- Klasse 9: Sidecar Champions Challenge
- Klasse 10: Corsa Speciale
- Klasse 11: Fishtown SuperTwin

## Ablauf
Zunächst standen am Pfingstsonntag Trainingsläufe zur Qualifikation auf dem Programm. Die Rennfahrer mussten sich für die Rennläufe am Folgetag sowohl für die Teilnahme als auch für die Startposition qualifizieren. Am Pfingstmontag fanden die Wettkämpfe mit mehr als 20 Rennläufen an einem Tag statt.

## Zwischenfälle
Beim Fischereihafen-Rennen 2013 kollidierte im zweiten Rennlauf der Klasse 3 ein 21-jähriger Westerauer mit Streckenbegrenzungen in einer Schikane und wurde dabei tödlich verletzt. Daraufhin wurde die Veranstaltung abgebrochen. Im September 2013, vier Monate nach dem Unfall, entschieden sich die Veranstalter für eine Fortführung der Renntradition.
Im Jahr 2016 kam ein 35-jähriger Teilnehmer aus Bohmte nach einem Massensturz kurz nach Start des Rennens ums Leben.